# Ooceraea biroi
Espèce
Synonymes
- Cerapachys biroi Forel, 1907[1]

Ooceraea biroi, la Fourmi pilleuse clonale (Clonal raider ant en anglais), est une espèce de fourmis clonale dépourvue de reine du genre Ooceraea (récemment transféré depuis le genre Cerapachys),. Originaire de l'Asie continentale, cette espèce est devenue envahissante sur diverses îles tropicales et subtropicales à travers le monde. Contrairement à la plupart des fourmis, qui ont une seule reine reproductrice, le reste de la colonie étant principalement constitué d'ouvrières incapables de se reproduire, tous les individus dans une colonie d'O. biroi peuvent se reproduire par clonage via parthénogenèse thélytoque,. Comme la plupart des dorylines, les O. biroi sont des myrmécophages strictes (elles se nourrissent exclusivement d'autres fourmis) et réalisent des raids sur les nids des autres espèces de fourmis pour nourrir leur progéniture.

## Description
Les fourmis pilleuses clonales sont de petite taille, environ 2 mm de long, mais relativement trapues. Comme beaucoup d'anciens cerapachyines, O. biroi est lourdement blindé, avec des antennes courtes et épaisses qui ont donné son nom à l'ancienne sous-famille (du grec, keras/κέρας, la corne et les pachys/παχυς, l'épaisseur). L'autre caractéristique des anciens Cerapachyinae : une rangée de dents sur le pygidium (dernier segment abdominal visible), est très faible chez O. biroi et difficile à voir. O. biroi peut être distinguée des autres anciens cerapachyines par la combinaison des yeux très réduits, voire inexistants, une tête rectangulaire, et un postpétiole prononcé.

## Cycle de vie et comportement
Comme beaucoup de fourmis myrmecophages, O. biroi présente une synchronisation de la ponte et un comportement cyclique, alternant entre une phase de reproduction et une phase de recherche de nourriture,. La phase de reproduction commence quand une cohorte de larves se transforment en pupes, tous les adultes de la colonie activent alors leurs ovaires. Les œufs produits par thélytoquie sont ensuite étalés de façon synchrone après environ quatre jours puis vont se développer durant environ dix jours. Pendant ce temps les adultes restent dans le nid pour assurer le nettoyage et l'entretien des œufs et des nymphes. Les œufs éclosent environ deux semaines après le début de la phase de reproduction. Puis quelques jours plus tard, la quête de nourriture commence avec l'apparition de nouveaux adultes à partir de pupes. Les adultes cherchent de la nourriture durant les deux semaines suivantes, pillant les nids d'autres espèces de fourmis pour ramener de la nourriture pour les larves. Le cycle se termine avec la nymphose de la nouvelle cohorte larvaire et la reprise de la phase de reproduction.

## Génétique et génomique

Effets de la fusion centrale et de la fusion terminal sur l'hétérozygotie.

La parthénogenèse est une forme naturelle de reproduction, dans laquelle la croissance et le développement des embryons se produit sans fécondation. La parthénogenèse thélytoque est une forme particulière de la parthénogenèse dans laquelle le développement d'un individu femelle se produit à partir d'un ovule non fécondé. L'automixie est une forme de thélytoquie, dont plusieurs genres peuvent exister. Celui qui est pertinent ici est celui dans lequel les deux cellules haploïdes produites par la même méiose se combinent pour former un zygote diploïde.
Comme O. biroi peut très facilement être élevée dans des conditions de laboratoire, elle a attiré l'attention comme potentiel organisme modèle pour l'étude de la biologie moléculaire de la socialité. L'utilisation en laboratoire est facilitée par la clonalité de l'espèce ; quelques individus placés dans une boîte hermétique et fournis en fourmis pour les alimenter peuvent être cultivés pour fournir de nombreuses grandes colonies. La reproduction clonale est réalisée par automixie avec centrale de fusion (voir schéma), comme cela est courant dans les Hyménoptères, mais contrairement à la plupart des hyménoptères clonaux, la perte de l'hétérozygotie est extrêmement lente. En résultat, les descendants sont presque génétiquement identiques à la mère, permettant un contrôle presque complet sur le génotype des sujets expérimentaux. Enfin, puisque les colonies d'O. biroi n'ont pas de reine et que tous les travailleurs peuvent se reproduire, le temps de génération est d'environ deux mois (le temps de développement d'un seul individu), plutôt que de nombreuses années comme c'est le cas pour la plupart des espèces de fourmis.